# Mustapha Bouamar
Mustapha Yasser Bouamar (ar. مصطفى ياسر بوعمار ;ur. 7 marca 1998) – algierski judoka.
Uczestnik mistrzostw świata w 2021, 2022, 2023 i 2024. Startował w Pucharze Świata w 2018, 2022 i 2023. Wicemistrz igrzysk śródziemnomorskich w 2022. Triumfator igrzysk panarabskich w 2023. Zdobył siedem medali mistrzostw Afryki w latach 2021-2025 roku.